# Płaszczyca
Płaszczyca (kaszub. Płaszczëcô, niem. Platzig) – kaszubska osada szlachecka w Polsce położona w województwie pomorskim, w powiecie człuchowskim, w gminie Przechlewo, nad rzeką Brdą. Siedziba sołectwa Płaszczyca, w którego skład wchodzi również Jemielno.
| SIMC    | Nazwa    | Rodzaj      |
| ------- | -------- | ----------- |
| 1014323 | Jemielno | część osady |

Prywatna wieś szlachecka położona była w drugiej połowie XVI wieku w województwie pomorskim. W latach 1975–1998 wieś administracyjnie należała do województwa słupskiego.